# Lieja-Bastogne-Lieja 1986
La Lieja-Bastogne-Lieja 1986 fou la 72a edició de la clàssica ciclista Lieja-Bastogne-Lieja. La cursa es va disputar el diumenge 20 d'abril de 1986, sobre un recorregut de 252 km.
El vencedor final fou l'italià Moreno Argentin, per davant d'Adrie van der Poel i Dag Erik Pedersen.

## Classificació general
|    | Ciclista                   | Equip                       | Temps      |
| -- | -------------------------- | --------------------------- | ---------- |
| 1  | Moreno Argentin            | Sammontana-Bianchi          | 6h 41' 21" |
| 2  | Adrie van der Poel         | Kwantum Hallen-Yoko         | m. t.      |
| 3  | Dag Erik Pedersen          | Ariostea-Gres               | m. t.      |
| 4  | Claude Criquielion         | Hitachi-Marc-Splendor       | m. t.      |
| 5  | Steven Rooks               | PDM-Ultima-Concorde         | + 20"      |
| 6  | Marc Sergeant              | Lotto-Emerxil-Merckx        | m. t.      |
| 7  | Jean-Philippe Vandenbrande | Hitachi-Marc-Splendor       | + 44"      |
| 8  | Roberto Pagnin             | Malvor-Bottecchia-Vaporella | m. t.      |
| 9  | Hubert Seiz                | Supermercati Brianzoli      | + 55"      |
| 10 | Heinz Imboden              | Cilo-Aufina                 | + 1'00"    |